# Афонін Юхим Лаврентійович
Афо́нін Юхи́м Лавре́нтійович (нар. 26 грудня 1871 — пом. 21 липня 1922) — російський радянський письменник, публіцист, громадський діяч.

## Біографія
Юхим Лаврентійович Афонін народився 26 грудня 1871 року в селі Маслово Детчинського повіту Калузької губернії в селянській родині. Після закінчення двох класів церковно-приходської школи працював учнем трактирника в Миколаєві. Потім працював книгоношею, десятником на будівництві.
Активну революційну діяльність розпочав у 1905 році. За завданням соціал-демократичної організації був направлений для налагодження зв'язку з соціал-демократами Одеси.
У 1906 році був заарештований. Перебуваючи в Єлизаветградській в'язниці, познайомився з поетом і революціонером Олексієм Гмирьовим. Після суду до 1909 року перебував на засланні в селі Самарово Тобольської губернії.
Член ВКП(б) з 1917 року. В дні жовтневого перевороту — комісар Петровського підрайону Москви. Потім завідував казначейством бюро Ради районних Дум (замість Московської міської Думи).
В роки громадянської війни був військовим комісаром інженерного управління 3-ї армії Східного фронту, керуючим справами Тимчасового Донського Виконкому.
Закінчив кооперативні курси при університеті імені А. Л. Шанявського в Москві.
З кінця 1919 року — відповідальний редактор, завідувач видавничим відділом Московського земельного відділу. Депутат Московської міської Ради. Член Центральної Ради Всеросійської спілки селянських письменників, один з ініціаторів її створення.
Навесні 1922 року, за дорученням Мосради, виїхав до 51-ї Перекопської дивізії для передачі бійцям дивізії подарунків від московських робітників. На зворотному шляху захворів на висипний тиф і 21 липня 1922 року помер.
Похований в Москві, біля Кремлівської стіни.